# 노무라입깃해파리
노무라입깃해파리(Nemopilema nomurai)는 무척추동물 > 자포동물에 속한다. 우리나라 동·서·남해 전해역에서 발견되며, 5월경에 어린개체들이 나타나기 시작하여 초겨울까지 꾸준히 발견된다. 근래에 들어 정확한 원인을 알 수 없는 상황에서 이들의 개체수가 급격히 증가하고, 증가된 이들이 수산물 어획과정의 커다란 장애물로 등장하면서 우리나라 뿐만 아니라 일본 등지에도 큰 골칫거리로 등장하고 있다. 뿐만 아니라, 이들 대형해파리들이 먹는 먹이가 어류의 알을 포함한 동물플랑크톤이므로 같은 먹이를 먹는 어류자원 감소에도 영향을 미칠 것으로 생각된다. 지금까지는 이들의 주된 번식장소가 동중국해의 어딘가이며, 이 곳으로부터 해류를 타고 한국, 중국 및 일본 등지의 연안으로 흘러든다고 생각되었지만 최근, 우리나라 서해연안에서 이 종의 어린개체가 발견됨으로서우리나라 서해도 이 종의 번식지일 가능성이 제시되고 있다. 몸의 90% 이상이 수분으로, 어망을 찢거나 고기를 폐사시키는 등 독성이 있다.

## 개요

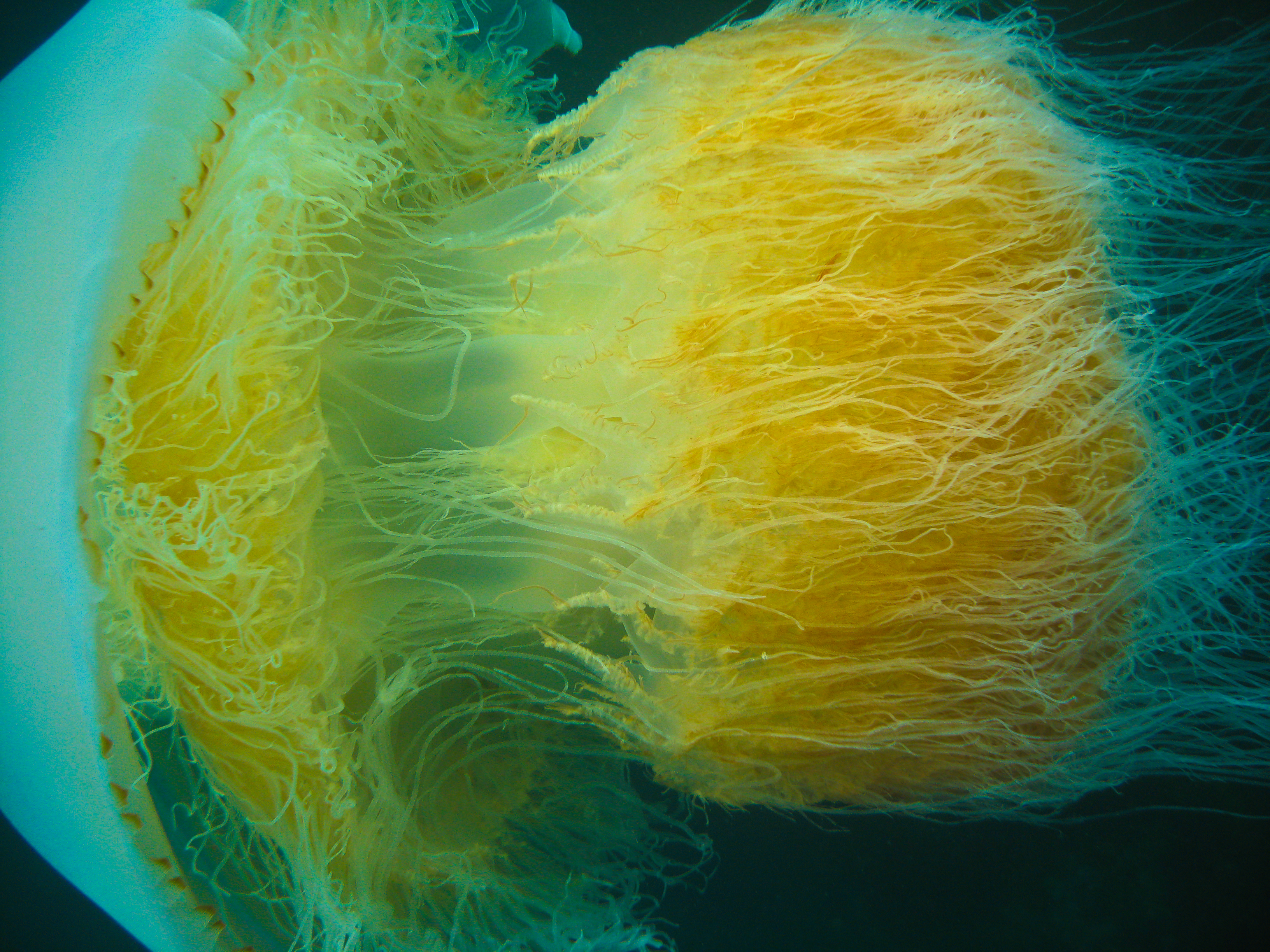

노무라입깃해파리는 한반도 인근의 동중국해에서 발견되어, 2009년부터는 남해뿐만 아리라, 황해, 동해 등에서도 많이 발견되고 있다. 한반도 인근 해역에서 발견되는 해파리 중 가장 대형 종으로 큰 것은 직경 1m에 달하며, 길이는 5m 이상인 개체도 있다. 수분을 포함한 한 마리의 최대 무게는 200kg에 달하기도 한다.
대형 근구해파리류는 식용으로 두껍게 씹히는 맛이 좋은 조직을 가지고 있으며, 예부터 중화요리 등의 식재로 이용되어 왔다. 그러나 노무라입깃 해파리는 식용은 가능하지만, 비린내가 나고 맛이 없어서 한국 사람들의 입맛에는 잘 맞지 않다.

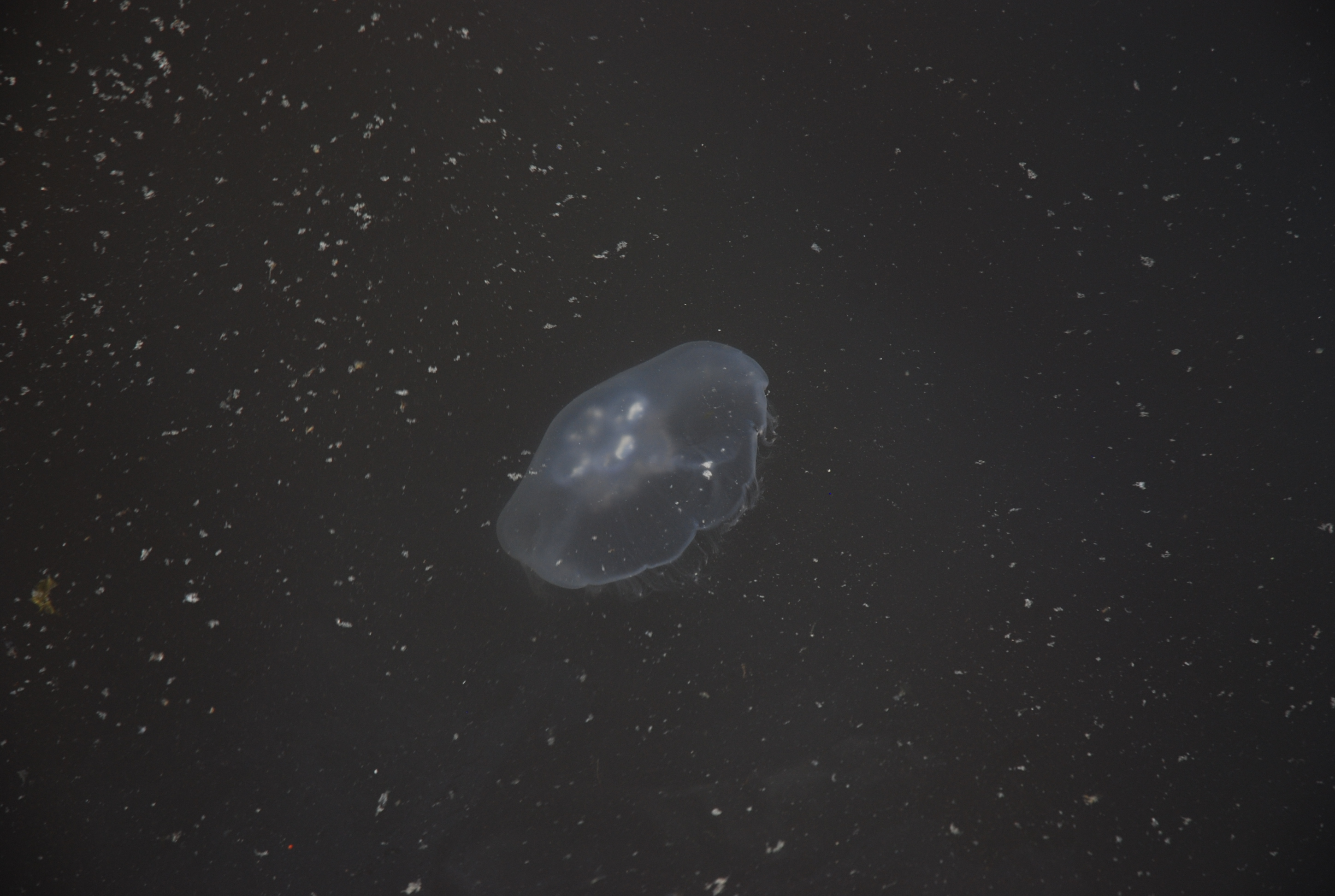
오염된 바다에 떠다니는 해파리, 거제도

2007년부터 한반도 인근에 수가 급격히 늘어나고 있다. 이 해파리의 번식을 부추기는 것은 지구 온난화로 인한 바다온도의 상승이다. 추정되는 이유로는 첫째, 최근 한반도 연안의 표증 수온이 상승하였으며, 대만난류와, 대마난류를 타고 한반도 인근으로 유입된다. 둘째, 해파리의 폴립은 암반이나 수중 구조물에 부착해서 살며, 항만 및 교각시설 공사 시에 만들어지는 주중인공구조물은 폴립들이 부착할 수 있는 환경적인 조건을 제공한다. 셋째, 어류의 남획으로 인해 쥐치류와 같은 해파리를 잡아먹는 포식자의 양이 줄어들어 해파리가 증가했으며, 동물 플랑크톤을 먹는 경쟁어류의 절대량이 감소함으로써 먹이경쟁자가 줄어들었다는 이유이다.

## 인체에 미치는 영향
노무라입깃해파리에 접촉할 경우 심한 통증과 함께 붉은 반점을 동반한 채찍 모양의 상처가 생길 수 있다. 독성은 있고, 인체에 심각한 피해를 끼친다, 취급을 하려면 긴팔고무장갑과 긴다리장화와 고글을 착용하는 것이 좋다. 해파리에 쏘이면 일시적인 근육마비로 익사할 가능성이 있기 때문에 또 신속히 해파리를 발견하면 최대한 빨리 물 밖으로 나와서 깨끗한 물로 씻어낸 다음, 바닷물로 상처 부위의 독성을 제거, 완화시켜야 한다. 쏘인 자국이 상처처럼 붉게 부어오르고, 독성 때문에 상처 주위에 두드러기가 생길 수 있다. 독을 씻어낸 후에는 독소제거 로션을 바르고 통증이 심한 경우 마취연고를 바르는 것도 도움이 된다. 피부에 촉수가 남아있다면 수건, 핀셋, 나무젓가락 등을 사용하여 맨손으로 인한 2차 피해가 생기지 않도록 제거한다. 그리고 최근 해파리로 인한 피해가 많으므로 큰 주의를 요한다.

## 생태
노무라입깃해파리는 모든 생활 단계에서 주로 동물플랑크톤을 먹이로 삼으며, 점차 자라면서 더 큰 물고기를 잡아먹는다. 그들의 유일한 포식자는 황새치, 다랑어, 개복치, 장수거북, 그리고 인간이다. 

### 해파리 집단 발생 (Jellyfish bloom)
해파리 집단 발생(Jellyfish bloom)은 일본해에서 첫 역사서가 쓰여진 이후로 문서화되어 왔지만, 노무라입깃해파리의 집단 발생은 더 최근의 일이다.  20세기 초반부터 노무라입깃해파리의 폭발적인 집단 발생 사례가 증가하고 있으며, 이는 이 해파리가 기록된 해파리 종 중 가장 큰 종 중 하나라는 사실에 의해 더욱 심화되고 있다. 노무라입깃해파리의 가장 큰 집단 발생은 2002년과 2003년 사이에 문서화되었으며, 이 시기 동안 어업 산업에 부정적인 영향을 미친 것으로 관찰되었다. 집단 발생의 영향은 2009년에 발생한 사건에서도 볼 수 있는데, 그 해 10톤~11톤 규모의 어선, 디아산 신쇼마루가 도쿄만 치바 앞바다에서 노무라입깃해파리 수십 마리를 잡으려던 삼인조 승무원들이 그물을 끌어올리던 중 전복되었다가 다른 어선에 의해 구조되었다. 

### 동해안 해파리 급증
2024년 여름 강원 동해안을 비롯한 전국 연안에 엄청난 수의 해파리 떼가 출몰했다. 시군별 해파리 모니터링 결과, 강원 동해안 전 연안에 노무라입깃해파리가 100㎡당 1∼2마리가 출현 중인 것으로 조사됐다. 강원특별자치도에 따르면 2024년 여름 강원 동해안 6개 시·군의 피서객 해파리 쏘임 사고는 총 618건으로 집계됐다. 이는 전년 45건 대비 약 14배 증가한 수치로, 직전 3년(2021∼2023년)간 쏘임 사고 건수를 합쳐도 496건에 불과해 2024년 한해보다 적다.
국립수산과학원은 노무라입깃해파리가 2023년 6월부터 번식지인 동중국해에서 해류를 타고 동해안까지 북상한 것으로 분석했다. 특히 일조량 증가 및 연안 해역의 급격한 수온 상승으로 출현 밀도가 높아진 것으로 보고 우리나라의 해양 온난화가 심각하다고 경고했다. 국립수산과학원은 동해의 해양기후 속도가 10년 전과 비교해 2배 이상 빨라지고 있다는 연구 결과가 나왔다고 밝혔다. 동해의 2020년∼2023년 동안 해양기후 속도는 평균 49.5㎞/10년으로, 2010년대 평균 20.9㎞/10년에 비해 2배 이상 빨라졌다.  바다가 빠른 속도로 뜨거워지면서 해파리 서식도 급증하였을 뿐만 아니라 해양 생태계 변화로까지 이어지고 있다. 이에 따라 전문가들은 해양 온난화를 지목하며 대책 마련 필요성을 강조하고 있다. 

## 독소 피해 (Envenomations)
심각한 독소 피해가 점점 더 흔해지고 있다. 노무라입깃해파리의 쏘임 피해자는 가려움, 부기, 급성 통증, 국소적 홍반, 염증 등의 증상을 보일 수 있으며, 심한 경우 독소 피해로 사망할 수도 있다. 최근 연구에 따르면, 노무라입깃해파리의 촉수 독소(NnNV)는 근육 조직의 괴사를 일으키는 등 피부에 부종을 유발하는 근육 독성(myotoxicity)을 일으킬 수 있다. 그러나 메탈로프로테이나제 억제제인 바티마스타트(BMT)와 에틸렌디아민테트라아세트산(EDTA)과 같은 물질이 이를 방지할 수 있다는 사실이 밝혀졌다.
노무라입깃해파리의 촉수 독소는 복잡하고 독성이 강한 단백질 혼합물로 구성되어 있다. 현재 이 단백질 혼합물에서 독소 증상 예측에 도움이 될 수 있는 주요 요소들을 찾기 위한 추가 연구가 진행 중이다. 실험적 오믹스 기반 접근법을 통해 연구자들은 쏘임과 관련된 다양한 단백질과 효소 성분, 예를 들어 메탈로프로테이나제와 포스포리파아제 A2, 그리고 용혈 활성이 다르다는 것을 밝혀냈다. 그러나 현재까지 연구에서는 이러한 성분과 독소 피해 증상 간의 상관관계를 명확히 밝혀내지 못했다.

## 같이 보기
- 해파리